# Școala Ruteană
Școala Ruteană (în ucraineană Руска Школа, transliterat: Ruska Șkola) a fost o asociație pedagogică ucraineană din Bucovina. În 1908 a fost redenumită Școala ucraineană (Українська Школа).
Între anii 1888-1891, asociația a editat la Cernăuți un jurnal pedagogic intitulat Școala Ruteană. Redactorul revistei a fost profesorul Ștefan Smal-Stocki.